# Saint-Pardoux-d'Arnet
Saint-Pardoux-d'Arnet är en kommun i departementet Creuse i regionen Nouvelle-Aquitaine i de centrala delarna av Frankrike. Kommunen ligger i kantonen Crocq som tillhör arrondissementet Aubusson. År 2022 hade Saint-Pardoux-d'Arnet 164 invånare.

## Befolkningsutveckling
Antalet invånare i kommunen Saint-Pardoux-d'Arnet
Referens:INSEE